# Pollapönk
Pollapönk es una banda islandesa de música infantil y de punk rock creada en el año 2006. Representaron a Islandia en el Festival de la Canción de Eurovisión 2014 con la canción «No Prejudice».

## Historia
Desde su formación, cada integrante del grupo se caracteriza por un color.
Fue creada en el año 2006 por los cantantes y músicos: Heiðar Örn Kristjánsson (color azul) y Haraldur Freyr Gíslason (rojo), cuando ambos se conocieron en la universidad en la que estudiaban, cuyos primeros pasos fueron el de apoyar a la Selección de fútbol de Islandia. Tiempo más tarde en 2007, se unió al grupo: Guðni Finnsson (amarillo) y Arnar Þór Gíslason (naranja)
Tras su completa formación, el objetivo del grupo era atraer tanto a niños como a grandes, dado que su estilo es música infantil y punk rock. Comenzaron participando en programas de la televisión pública de Islandia, Ríkisútvarpið, donde se dieron a conocer a nivel nacional.
Algunos de sus álbumes más conocidos eran: Pollapönk (2006), Meira Pollapönk (mayo de 2010), Aðeins Meira Pollapönk (2011).
El 15 de febrero de 2014, tras haber ganado la selección nacional de Eurovisión (Söngvakeppni Sjónvarpsins),fueron elegidos para representar a Islandia, con la canción «No Prejudice» (en español: «Sin Prejuicio»), en el Festival de la Canción de Eurovisión 2014, que se celebrará en el B&W Hallerne de Copenhague, Dinamarca.
El 6 de mayo participaron en la primera semifinal, actuando entre la sueca Sanna Nielsen y la albanesa Hersi. Lograron el pase a la final al clasificarse en 8º lugar con 61 puntos, siendo la séptima final consecutiva para Islandia en este certamen. En la final del 10 de mayo actuaron en cuarto lugar, en este caso entre la azerí Dilara Kazimova y el noruego Carl Espen. En las votaciones obtuvieron 58 puntos lo que les llevó al 15º lugar en la clasificación.

## Miembros

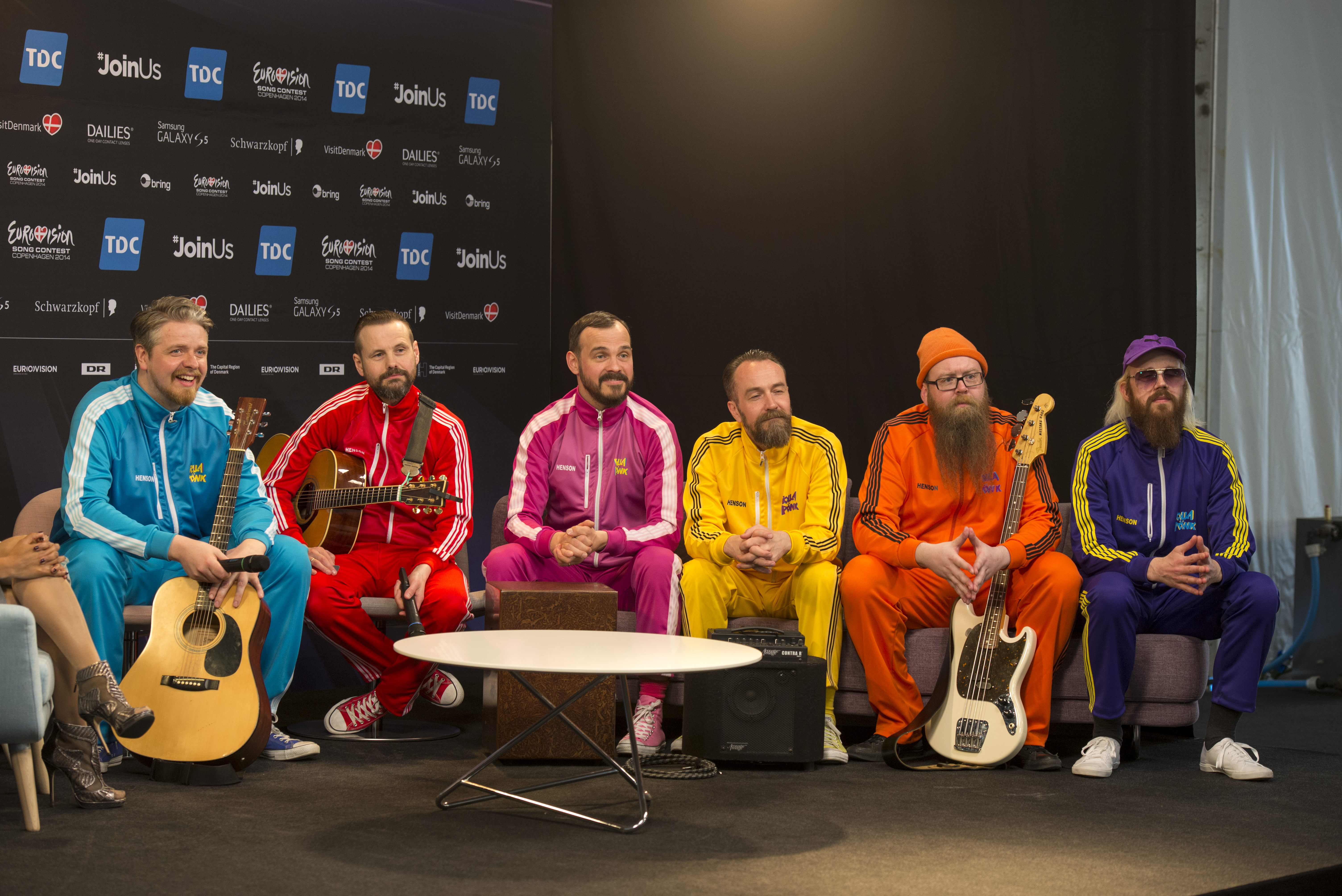
Todos los integrantes del grupo.

- Heiðar Örn Kristjánsson, (desde 2006).
- Haraldur Freyr Gíslason, (desde 2006).
- Guðni Finnsson, (desde 2007).
- Arnar Þór Gíslason, (desde 2007).